# Colletes phenax
Colletes phenax är en biart som beskrevs av Cockerell 1946. Colletes phenax ingår i släktet sidenbin, och familjen korttungebin. Inga underarter finns listade i Catalogue of Life.